# Annie Leibovitz
Pour les articles homonymes, voir Leibovitz.
Annie Leibovitz, de son vrai nom Anna Lou Leibovitz, née le 2 octobre 1949 à Waterbury, dans  l'État du Connecticut aux États-Unis, est une photographe américaine, spécialisée dans les portraits de célébrités et de stars.
Son style photographique est caractérisé par la mise en valeur du glamour de ses modèles (qui sont généralement des vedettes du cinéma, de la musique, ou de la politique) et leur ostensible esthétisation, mettant toujours en avant un détail lié à la vie propre du personnage ou à son actualité publique.

## Biographie

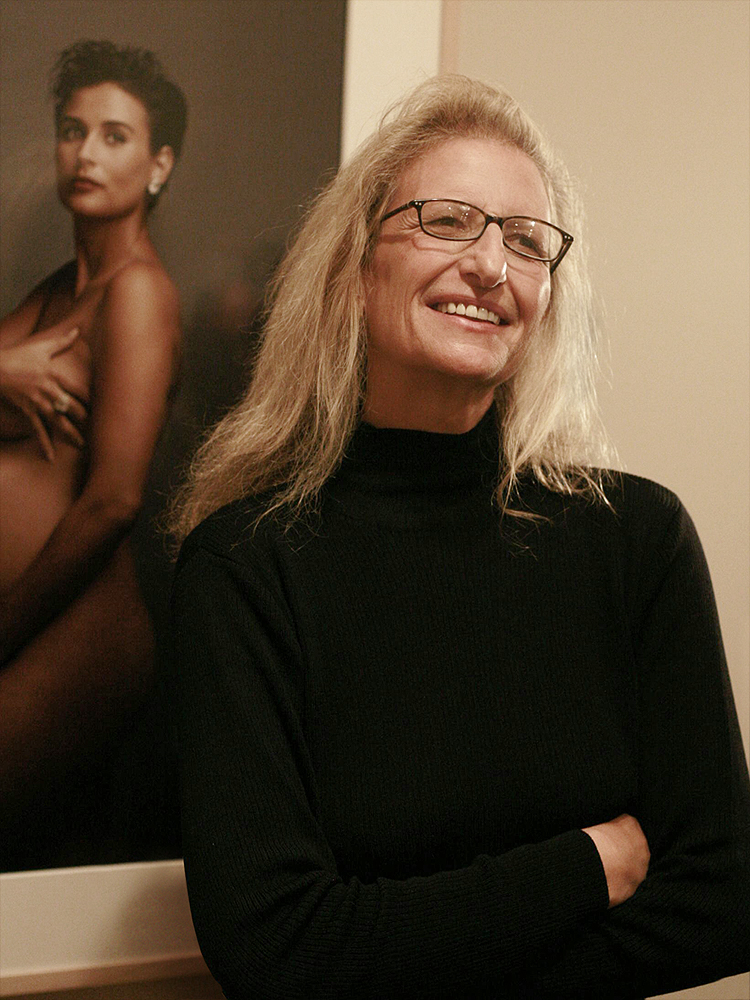
Leibovitz devant le portrait de Demi Moore lors de l'exposition A Photographer's Life, 1990-2005 tenue à San Francisco.

Née le 2 octobre 1949, Annie Leibovitz est la fille du lieutenant colonel, Sam Leibovitz,.
En 1975, elle suit la tournée des Rolling Stones. En 1976, elle poursuit des études en peinture au San Francisco Art Institute.
Le matin du 8 décembre 1980, elle se rend à l’appartement de John Lennon et de Yoko Ono pour une séance de photos destinées au magazine Rolling Stone. Elle est la dernière personne à photographier John Lennon en vie, il meurt en fin de journée.
Depuis 1983, elle est photographe au magazine Vanity Fair.
En 1991, elle expose à la National Portrait Gallery de Washington[réf. nécessaire].
Elle commence à travailler pour Vogue en 1998. Au début des années 2000, elle réalise avec Grace Coddington la série notable Alice in Wonderland, photographiant Natalia Vodianova accompagnée de certains créateurs de mode.
Elle a partagé la vie de Susan Sontag de la fin des années 1980 jusqu'à la mort de cette dernière en 2004.
En juin 2013, la famille Mintz fait don de 2 000 de ses œuvres au musée des Beaux-Arts de la Nouvelle-Écosse (Canada). En 2017 cependant, la commission canadienne d'examen des exportations des biens culturels ne considère pas que ces œuvres aient une valeur culturelle nationale et estime que cette transaction repose sur des considérations financières plutôt qu'artistiques (stratagème fiscal), ce qui n'est pas l'avis du musée.
En 2015, elle réalise les photos du calendrier Pirelli 2016. Portraits de Tavi Gevinson, Serena Williams, Amy Schumer, Yoko Ono, Fran Lebowitz, Patti Smith, Natalia Vodianova, Kathleen Kennedy, Yao Chen, Mellody Hobson, Ava DuVernay, Agnes Gund, Shirin Neshat.
Le 19 novembre 2022, Annie Leibovitz photographie Lionel Messi et Cristiano Ronaldo pour un spot publicitaire de Louis Vuitton. La photo dépasse les 30 millions de mentions « j'aime » sur le compte du joueur portugais. Elle devient ainsi la publication la plus remarquée de l'année.
Le 20 mars 2024, Annie Leibovitz est reçue en tant que membre associé étranger à l’Académie des Beaux Arts de Paris, où elle occupe le fauteuil de l’architecte sino-américain Ieoh Ming Pei.

## Esthétique
Dans la lignée d’Henri Cartier-Bresson, qu’elle reconnaît pour son maître, elle affirme : « Pour moi,  la photographie, c'est la vie en son ensemble. (…) La vérité est que la photographie a été inventée pour que chacun puisse faire des images de soi-même, de sa famille, des amis, des paysages, des choses qui font sens pour eux. » Deux tendances cohabitent dans l'œuvre d'Annie Leibovitz.

### La portraitiste de commande

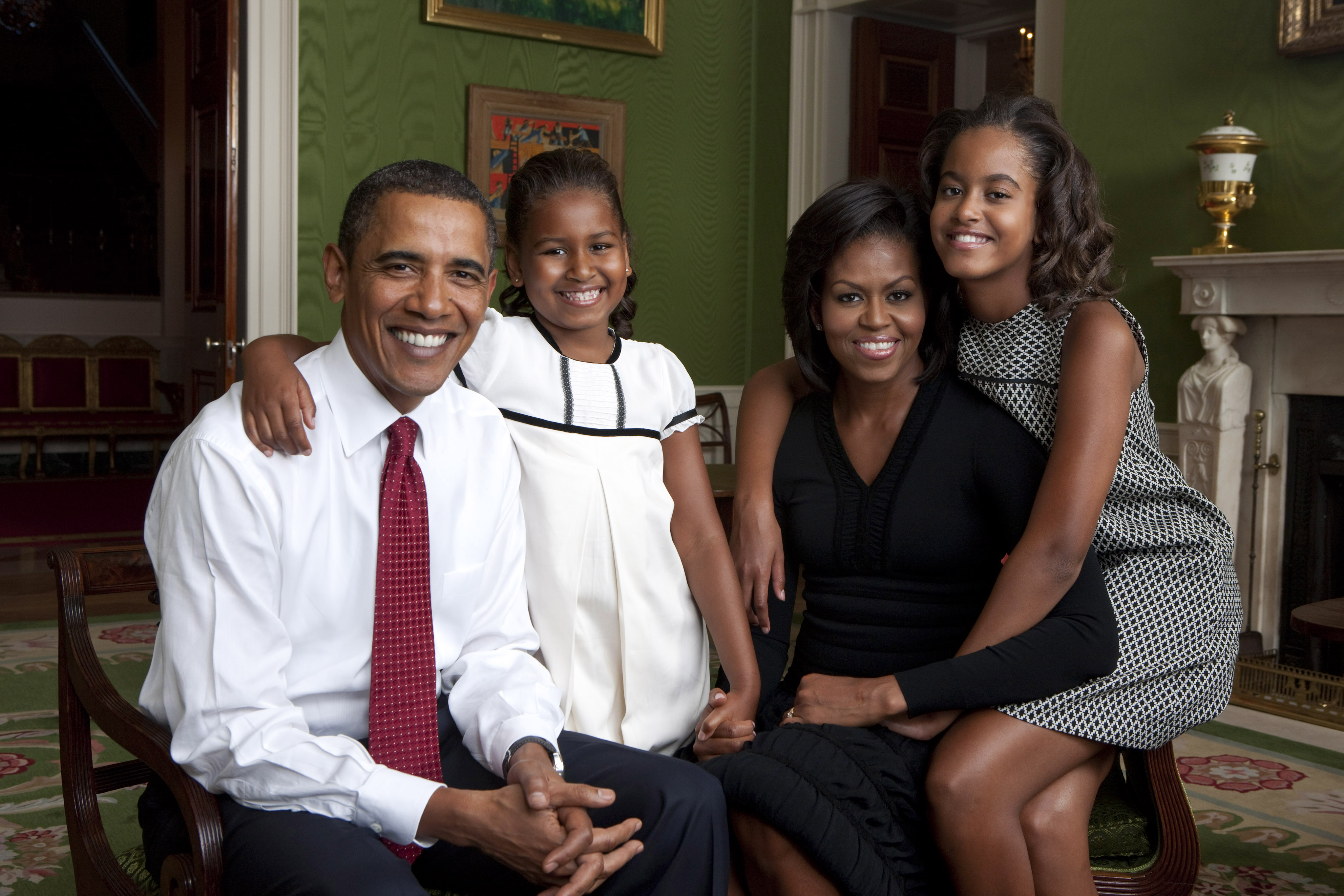
La famille Obama.

L'une des tendances de son œuvre — la plus connue — répond à un travail de commande pour des magazines (Rolling Stone, Vanity Fair, Vogue) ou des marques (Louis Vuitton, Lavazza). Ces photographies sont généralement très travaillées, tant au moment de la prise de vue qu'en post-production. La photographe s'entoure ainsi d'une équipe conséquente d'éclairagistes, d'accessoiristes et de stylistes qui lui permettent d'obtenir des images que l'on pourrait qualifier de « léchées ». Le cadrage est généralement d'une facture classique, la scénographie est d'inspiration théâtrale et la position des corps, surtout dans ses compositions de groupe, en plan large, pourrait être rapprochée des canons baroques.
L'historien Jürgen Trimborn associe les portraits de la photographe pris lors des Jeux olympiques d'Atlanta en 1996 à l'esthétique de la cinéaste Leni Riefenstahl, sur laquelle avait écrit Susan Sontag. Les deux artistes partagent un même goût pour l'héroïsation presque systématique de leurs modèles et l'usage d'un éclairage contrasté. Le glamour est la sensation visée par la photographie, qui passe par l'érotisation des corps, même lorsque celui-ci ne s'y prête pas a priori : c'est notamment le cas du cliché de Demi Moore, nue et enceinte, qui fit scandale aux États-Unis lors de sa parution. De la même façon, le portrait de Clint Eastwood, où le modèle est représenté ligoté par une corde, ne met pas à mal l'image de l'acteur américain : sa position — l'érection de son corps, raide et piqué dans la terre —, la légère contre-plongée de l'objectif ainsi que l'éclairage nimbé et crépusculaire lui confère une aura paradoxale.

### L'expression de sa vie intime
L'autre veine, plus secrète, répond à une pratique de la photographie plus spontanée, ou plus instinctive, qui met en scène sa vie intime (comme sa relation avec l'écrivaine Susan Sontag), et qui s'étend jusqu'au photojournalisme comme l'atteste son reportage à Sarajevo, au début des années 1990. Tout en reconnaissant son talent, l'hebdomadaire Télérama écrivait à son sujet : « La photographe a l'habileté de sortir de ses boîtiers une image très consensuelle, faussement choquante, quasi religieuse, presque puritaine, n'outrepassant jamais la juste mesure. Elle s'inspire de codes anciens — le flou du pictorialisme des débuts de la photographie, les contre-plongées du constructivisme russe ».

## Expositions
- 20 octobre 2006 - 21 janvier 2007  : Annie Leibovitz. A Photographer's Life, 1990-2005, Brooklyn Museum, New York.

puis : Museum of Art, San Diego ; High Museum of Art, Atlanta ; De Young Museum , San Francisco ; 18 juin - 14 septembre 2008 Maison européenne de la photographie, Paris ; National Portrait Gallery, Londres.

## Écrits
- La vie d'une photographe, 1990-2005 (traduit de l'anglais par Ariel Marinie), La Martinière, Paris, 2006  (ISBN 2-7324-3506-6)

Photos publiées en livres
- Photographs
- Photographs 1970–1990
- Dancers: Photographs by Annie Leibovitz
- White Oak Dance Project: Photographs by Annie Leibovitz
- Olympic Portraits
- Women
- American Music
- A Photographer's Life 1990–2005 (catalogue pour une exposition au Brooklyn Museum, 2006)
- Annie Leibovitz: At Work
- Pilgrimage
- Annie Leibovitz (SUMO), Taschen
- Annie Leibovitz: Portraits 2005–2016
- Wonderland, Phaidon Press Inc., 2021, Trade edition (Edition standard)  (ISBN 978-1-83-866152-6)
- Wonderland, Phaidon Press Inc., 2021, Signed edition (Edition signée)  (ISBN 978-1-83-866233-2)
- Wonderland, Phaidon Press Inc., 2021, Luxury edition (Edition de luxe)  (ISBN 978-1-83-866408-4)

## Prix et récompenses
- 1990 : prix de la photographie appliquée, ICP, New York
- 2003 : Lucie Award, Los Angeles
- 2006 : commandeur de l'ordre des Arts et des Lettres
- 2009 : prix pour l'œuvre d'une vie, Infinity Awards, ICP, New York
- 2009 : médaille du centenaire de la Royal Photographic Society[15]
- 2013 : prix Princesse des Asturies Communications et Humanités
- 2021: prix de Photographie de l’Académie des beaux-arts – William Klein[16]

## Quelques photos célèbres
- John Lennon, nu, embrasse Yoko Ono, habillée. Cette photo fut prise le 8 décembre 1980 quelques heures avant l'assassinat de Lennon.
- Demi Moore, nue, avec un costume peint sur le corps en août 1992 (août 1991 : pose enceinte nue).
- Whoopi Goldberg se prélassant dans un bain de lait.
- Christo, complètement enveloppé (donc invisible).
- Miley Cyrus, le dos dénudé alors qu'elle n'était âgée que de 15 ans, en juin 2008, pour le magazine américain Vanity Fair.
- Michael Jackson, dans une série de photos vêtu d'une chemise blanche et d'un pantalon noir le torse apparent, faisant ses célèbres poses.
- Carla Bruni-Sarkozy sur les toits du palais de l'Élysée.
- Messi et Ronaldo jouant aux échecs sur une mallette Louis Vuitton, la photo la plus likée d'Instagram[17].

## Filmographie
- 2021: Saison 3 d'American Crime Story, jouée par Kasha Fauscett